# Vincenzo (série télévisée)
Pour les articles homonymes, voir Vincenzo.
Vincenzo (hangeul : 빈센조 ; RR : Binsenjo) est une série télévisée sud-coréenne mettant en vedette Song Joong-ki, Jeon Yeo-been et Ok Taec-yeon. La série a été créée sur tvN le 20 février 2021.

## Synopsis
À l’âge de huit ans, le jeune Coréen Park Joo-hyung (Song Joong-ki) est abandonné par sa mère et est adopté par une famille Italienne. À la suite d'un cambriolage ses parents italiens sont tués. Il est alors récupéré par la famille de la mafia Cassano dont le patriarche, Don Fabio, le renommera  Vincenzo Cassano. Devenu avocat italien, il est Consigliere de Don Fabio, conseiller, bras droit et l'un de ses meilleurs hommes. Après sa mort, Paolo - fils biologique de Fabio et nouveau leader - a trahi Vincenzo en essayant de le tuer. Vincenzo l’ayant su, fait, en guise d’avertissements, exploser la luxueuse voiture de sport préférée de Fabio devant lui. Vincenzo menace Fabio et s’enfuit à Séoul afin de récupérer l'or caché dans un sous-sol d’un vieil immeuble, le Geumga-dong Plaza. Il souhaite l'utiliser comme fonds de retraite après avoir quitté à la fois l'Italie et la mafia.
5 ans auparavant, Vincenzo a été mandaté par un magnat Chinois afin de mettre à l’abri dans une chambre-forte ultra sécurisée plusieurs lingots d’or et des œuvres d’art. Depuis 50 ans, la famille Cassano est réputée dans la dissimulation de fortune: un vieil immeuble est racheté dans un autre pays, un propriétaire lambda est désigné et des fonds de commerce sont alloués pour n’éveiller aucun soupçon. Le propriétaire désigné ici est le traducteur chinois-coréen qui a aidé Vincenzo lors de cette transaction, Cho Young-win (Choi Young-joon (en)). Seules trois personnes sont officiellement au courant de cette manœuvre : le magnat Chinois, Vincenzo et Cho Young-woon ; le magnat Chinois n’ayant voulu le dire à aucun de ses proches.
En parallèle, Maître Hong Cha-young (Jeon Yeo-been), grande avocate au cabinet Wusang, au côté de son stagiaire, plaide contre son père, Maître Hong Yoo-chan (Yoo Jae-myung) à un procès où elle représente avec ferveur le groupe Babel face à des victimes d’essais cliniques d’une de leurs firmes. La relation entre elle et son père se dégrade fortement.
Lorsque Vincenzo arrive à Séoul, Monsieur Cho lui apprend qu’une société immobilière relevant du groupe Babel a illégalement pris possession du bâtiment en rachetant tous les fonds de commerce qui s’y trouvent. Parmi les fonds de commerce, il y a le cabinet d’avocats Jipuragi Law Firm dirigé par le leader du Comité d’Opposition du Développement du Geumga-dong Plaza, Maître Hong Yoo-chan.
Vincenzo doit utiliser toutes ses compétences afin de récupérer le bâtiment et récupérer la fortune. Vincenzo s’implique avec l’avocate Hong Cha-young (Jeon Yeo-been), le type d’avocat qui fera n’importe quoi pour gagner une affaire.

## Distribution

### Acteurs principaux
- Song Joong-ki (VF : Yoann Sover) : Vincenzo Cassano
- Jeon Yeo-been (VF : Melissa Berard) : Hong Cha-young
- Ok Taec-yeon (VF : Martin Faliu) : Jang Jun-woo / Jang Han-seok

### Acteurs secondaires

#### Geumga Plaza
- Yoo Jae-myung (VF : François Dunoyer) : Hong Yoo-chan
- Yoon Byung-hee (VF : Anatole Yun): Nam Joo-sung
- Choi Young-joon : Cho Young-woon
- Choi Deok-moon (en) : Tak Hong-shik
- Kim Hyung-mook : Toto[1]
- Lee Hang-na (en) : Kwak Hee-soo
- Kim Seol-jin : Larry Kang
- Kim Yoon-hye (VF : Céline Legendre-Herda) : Seo Mi-ri
- Yang Kyung-won (en) (VF : Nicolas Duquesnoy) : Lee Chul-wook
- Seo Ye-hwa (en) (VF : Anne-Charlotte Piau) : Jang Yeon-jin
- Kang Chae-min : Kim Young-ho
- Ri Woo-jin : Jeokha
- Kwon Seung-woo : Chaeshin

#### Woosang Law Firm
- Kim Yeo-jin (en) (VF : Vanessa Van-Geneugden) : Choi Myung-hee
- Jo Han-chul : Han Seung-hyeok
- Yang Seung-won : un avocat

#### Babel Group
- Kwak Dong-yeon (VF : Tony Marot) : Jang Han-seo, demi-frère de Jang Han-seok. Il est le Président officiel de Babel.
- Na Chul : Na Deok-jin
- Kim Jin-bok : Yoo Min-cheol

#### Ant Financial Management
- Kim Young-woong : Park Seok-do
- Lee Dal : Jeon Soo-nam
- Jung Ji-yoon : Miss Yang

#### Division de la réponse internationale au crime
- Im Chul-soo : Ahn Gi-seok
- Kwon Tae-won : Tae Jong-gu

#### Autres
- Yoon Bok-in : Oh Gyeong-ja
- Jung Wook-jin : Lee Seon-ho
- Salvatore Alfano : Paolo Cassano
- Go Sang-ho : Jung In-gook

### Apparitions exceptionnelles
- Jin Seon-kyu (en) : un voleur sans nom #1 (Ép. 1)[2]
- Lee Hee-joon (en) : un voleur sans nom #2 (Ép. 1)[3]
- Jung Soon-won : un policier d'aéroport (Ép. 1)[4]
- Shin Seung-hwan (en) : So Hyun-woo (Ép. 5)[5]
- Jeong Yeong-ju : une dame sortant de la cour (Ép. 5)
- Ahn Chang-hwan : Gilbert, un sans-abri séjournant à l'extérieur de Geumga Plaza. (Ép. 6-7)
- Kim Byung-ji : un entraîneur de l'équipe de football des jeunes (Ép. 7)[6]

## Production

### Fiche technique
- Titre original : 빈센조
- Titre international : Vincenzo
- Réalisation : Kim Hee-won
- Scénario : Park Jae-bum
- Musique : Park Se-joon
- Production déléguée : Lee Jang-soo (en), Jang Sae-jung
- Société de production : Studio Dragon, tvN, Logos Film (en)
- Sociétés de distribution : tvN (Corée du Sud) ; Netflix (monde)
- Budget : 20 milliards de wons[7]
- Pays d'origine :  Corée du Sud
- Langue originale : coréen
- Format : couleur
- Genre : drame, humour noir
- Dates de diffusion :
  - Corée du Sud : 20 février 2021 sur tvN
  - Monde : 9 mai 2021 sur Netflix

## Accuel

### Dans les pays francophones
Le drama est bien reçu dans les pays francophones, du côté des spécialistes comme des spectateurs.
Vincenzo figure dans la sélection établie par Jessica Cohen, la créatrice du magazine K-Society, dans l'ouvrage K-dramas : 100 séries télé coréennes incontournables. Elle revient sur le titre en ces termes : « Avec sa réalisation digne des plus grandes productions cinématographiques [...], ses scènes d'action subtiles à la noirceur brutale, la série arrive à pousser l'absurde à un haut niveau, transformant un procès en véritable show aux retournements rocambolesques. [...] Vincenzo repousse les limites de la bonne conscience, donne un aperçu des ténèbres qui peuvent nous envahir. Tous les coups sont permis dans cette vendetta qui monte en tension d'épisode en épisode pour offrir un final cathartique ».
Dans son Guide des K-dramas : 150 recommandations de dramas asiatiques, la vidéaste Sam évoque le drama ainsi : « Dès le premier épisode, le drama nous entraîne au cœur d'un combat de longue haleine contre la corruption et le pouvoir. [...] Alors quoi de mieux qu'un mafieux et une avocate à la morale douteuse pour rétablir la justice ? Une drôle d'alliance qui redistribue les règles pour le meilleur... Et pour le pire ».
Via son livre 101 k-dramas à voir absolument, la créatrice de contenus Kelly souligne « la réalisation soignée, le jeu d'acteur [et] les références à l'Italie » mais déplore la profusion d'éléments et de personnages, ainsi que des épisodes trop longs.
Le site spécialisé Nautiljon recense une moyenne de 8,98/10 ; Allociné une moyenne de 4,3/5 et SensCritique une moyenne de 7,1/10.